# Sông Alaknanda
Alaknanda là một dòng sông ở Himalaya thuộc bang Uttarakhand của Ấn Độ và là một trong hai dòng chảy đầu nguồn của sông Hằng, dòng sông chính của miền Bắc Ấn Độ và là con sông thiêng của Hindu giáo. Trong thủy văn học, Alaknanda được coi là đầu nguồn của sông Hằng vì nó có chiều dài và lưu lượng lớn hơn; tuy nhiên, trong thần thoại Hindu và văn hoá, sông Bhagirathi, được coi là đầu nguồn.